# 樫野樹
樫野樹（かしのき）は、日本の男性声優。主にアダルトゲームに声をあてている。

## 出演作品
まいてつ 右田双鉄 Lose 2016/03/25日 PC（18禁）
高乃酉星彦 あの晴れわたる空より高く ChuableSOFT 2014/09/26 PC（18禁）
坂本次郎 CHU→NING LOVER シュガーハウス 2012/10/26 PC（18禁）
青田かける 小夜子 BlackCyc 2011/01/28 PC（18禁）